# Меломакарона
Меломака́рона (греч. μελομακάρο(υ)νο, обычно во множественном числе греч. μελομακάρο(υ)να) — блюдо греческой кухни, вид сладкого печенья с мёдом.
Представляет собой сладкие овальные коржики. Является, наряду с курабьедес, обязательным атрибутом праздника Рождества в Греции. Это печенье может быть постным (на оливковом масле) и скоромным (на сливочном масле с молоком).